# Aéroport international de Yantai Laishan
L'aéroport international de Yantai Laishan est un aéroport qui dessert la ville de Yantaidans la province du Shandong en Chine. Il a ouvert en 1984. Il doit être remplacé par l'aéroport international de Yantai Penglai à la suite de son ouverture en 2014.